# Kazimierz Przybyś
Kazimierz Przybyś (* 11. Juli 1960 in Radom) ist ein ehemaliger polnischer Fußballspieler.

## Karriere

### Verein
Przybyś begann seine Karriere 1980 in seiner Heimatstadt bei Broń Radom. 1983 wechselte er zu Śląsk Wrocław. Zum Jahreswechsel 1984/85 verließ er Wrocław und schloss sich Widzew Łódź an, wo er am Ende der Saison mit seinem neuen Club den polnischen Fußballpokal gewann. 1990 beendete er bei Widzew seine aktive Laufbahn.

### Nationalmannschaft
Zwischen 1985 und 1987 bestritt Przybyś 15 Spiele für die polnische Nationalmannschaft, in denen er ohne Torerfolg blieb.
Bei der Fußball-Weltmeisterschaft 1986 in Mexiko gehörte Przybyś zum Kader der polnischen Mannschaft. Dort kam er zu zwei Einsätzen. Im ersten Spiel der Vorrunde beim 0:0 gegen Marokko wurde er zur zweiten Halbzeit für Dariusz Kubicki eingewechselt. Bei der 0:4-Niederlage im Achtelfinale gegen Brasilien wurde er in der 59. Minute gegen Jan Furtok ausgewechselt.

## Erfolge
- WM-Teilnahme 1986
- Polnischer Fußballpokal 1984/85